# إريكا ديفيز
إريكا ديفيز (بالإنجليزية: Erika Davies)‏ هي مغنية وملحنة ومغنية مؤلفة أمريكية، ولدت في 20 يناير 1981 في ميسا في الولايات المتحدة.

## وصلات خارجية
- الموقع الرسمي